# Cheers! (漫画)
『Cheers!』（チアーズ）は、チャーリーにしなかによる日本の漫画作品。
『メンズヤング』（双葉社）にて2004年1月号から2012年3月号まで連載された後、同誌の休刊に伴い『アクションピザッツ』（双葉社）に移籍して2012年4月号より連載中である。2019年3月号時点で作者の最長連載であり、アクションピザッツでの最長連載作品でもあるが2019年4月号以降作者が療養に入ったのを契機に事実上の打ち切り。
社会人チアリーダー部と鉄道会社を舞台にしたラブコメ漫画で、主人公とチアリーダー部の可愛い女の子たちとの濃厚なエッチシーンが毎回あり、それが本作の売りとなっている。本作の登場人物の名前は全国各地の駅名である。
作者のチャーリーにしなかは鉄道会社の元社員であり、その経験が本作の描写に生かされている。
成人向け作品であり、各話に性行為の描写が含まれるが、『成年コミック』や『18未満NG』などの規制マークを表示しない程度の表現となっている。

## 物語
鉄道会社・双葉電鉄の新入社員である主人公・上野健太が、同社OBである父がかつて活躍していたという応援団に入部しようとしたところ、応援団は既に廃部になっており、代わってチアリーディング部が応援活動の中心となっていた。なし崩し的にチアリーディング部の雑用係にされてしまった健太は、そこで応援活動に従事しながら応援団の復活を目指すことになる。しかし、応援団の再建という硬派な目標があるにもかかわらず多数の可愛い女の子たちに囲まれるハーレム状態で、健太は入れ替わり立ち代わりエッチなエピソードが起きまくる軟派きわまりない日々に明け暮れていく。

## 舞台
双葉電鉄チアリーディング部
チーム名は『ゴールデンベアーズ』。通称「チア部」。現キャプテンは箱根ヶ崎礼子。前キャプテンは小淵沢ハルカ。
作品開始時点で創部して僅か5年だが、事実上消滅した応援団以上に運動部の試合を日々盛り上げる活動をしている。部員数は30名で、非現業（本社）から23名、現業（駅・直営店）から7名が参加。移動には電鉄バス所有のバスを使用している。
応援団は健太が入部する半年前に廃部になっており、末期は部員が3名程度しかいなかったという。
双葉電鉄は作者の前作にも登場しており、登場人物の名前が駅名から来ていることが共通している。
駅
双葉電鉄の駅で駅名は最新刊までに記述なし。現駅長は箱根ヶ崎桜。駅員編からの主要舞台で、健太が駅員として配属された。
応援を除けば正式職員は5名。ハルカが『小さな駅』、テレビのレポーターが『地方駅』と呼んでおり、規模の小さな駅であることが推察されるが、ラッシュ時にはそれなりの混雑を見せている。

## 登場人物

### 主人公
上野 健太（うえの けんた）
双葉電鉄総務課社員。
廃部となった応援団再建の為、チアリーディング部にマネージャー（雑用係）として入部。
物腰が低く、いざと言う時に漢らしさを発揮する。これが天性の女性運と相俟って多くの女性を惹き付ける原因となっている。また、押しに弱い性格であり、特に女性の誘惑には極めて弱い。複数の女性と関係を持ってしまっているが、嫉妬こそあれ恨みや反感を買うことはない。クリス曰く「周囲に幸運を齎す運勢」との事で、関係した女性たちは少なからず幸運を得ていることが多い。
クリスの起こした騒ぎを一因として、異動して駅員となり現場に配属。その頃に主任に昇進した模様。

### 主人公を取り巻く女性たち
白河 真琴（しらかわ まこと）
初登場 1話（1巻）
双葉電鉄総務課社員。チアリーディング部部員。健太の入社時の教育係。健太の母の若い頃に似ていると言われている。
黒髪（表紙などカラー原稿では赤色）ショートヘアー。意地っ張りで負けず嫌いで嫉妬深く、怒ると怖いが、健太が他の女性とエッチしているところを目撃しても最終的には許してしまう。チア部の女性の中では比較的潔癖で羞恥心が高く、人前で健太を誘惑することはほとんどない。周囲に他人がいるときには健太に下着姿を見られるのも嫌がるほどである。やや天然なところが目立つ。
黒磯高志は大学時代の元カレで、半年程度つきあっていた。
箱根ヶ崎 礼子（はこねがさき れいこ）
初登場 1話（1巻）
双葉電鉄総務課主任。チアリーディング部キャプテン。通称キャプテン。
ストレートの長髪、しばしばポニーテール{{健太に「エッチしたい」と伝えるサイン。}}。健太が感心するほどスタイルがいい。平常心を保つお守りとして眼鏡を着用しているが、視力はそれほど悪くない。仕事はできる方で、チア部においても部員を引っ張っていくキャプテン。現役チア部の中では礼子より年上の人物は登場しておらず、年配・年増的な扱いをされることが多い。
物語当初より健太と真琴の関係に気づき、二人に協力しつつ、しばしば健太とエッチな関係を結んでいた。お泊り＆誕生日エピソードで健太への好意を自認して以降、健太が駅員になるまではほぼメインヒロイン扱い。健太を独占する権利があるわけではないと自覚しており、健太と他の女性との関係には嫉妬を隠さないが許している。
周囲にハルカ・桜・クリスなどの飛びぬけて優秀な女性や、戸塚・茂木・ひかる・実籾などの若くて一芸に秀でた女性が多く、おっちょこちょいな行動・発言もあり、本人の優秀さが目立たない。 彼女はシリーズ全体で最も多くのエピソードに主演し、ケンタと最も多くの性的関係を持った人であるため、おそらくメインヒロインです。
箱根ヶ崎 桜（はこねがさき さくら）
初登場 134話（17巻）
双葉電鉄某駅（駅名不詳）の駅長（マスター）。チアリーディング部に仮入部。
健太が駅員として配属された際に初登場。礼子の従姉妹で、礼子を『姉様』と呼んでいる。ひかるとも幼馴染で、礼子とひかるからは『さっちん』と呼ばれている。
長髪ポニーテール。容姿端麗で、能力は非常に高く優秀で教わったら何でもこなしてしまう完璧超人。登場当初は仕事最優先で周囲に対しても厳しく、愛想笑いすらしなかった。ハルカの言う「優秀だが問題のある女子」の一人。男性に触れると蕁麻疹が出る体質で、基本的に男性嫌いだが、なぜか健太に触れると蕁麻疹が治る。
健太と肉体関係を持ってから、人が変わったように優しくなり、他人の気持ちや恋愛を理解する努力をするようになった。二人きりのときは健太のことを『旦那様』と呼び、一時的に押しかけ同居、その後隣室に引っ越した。健太には柔順で表向きは他の女性との関係を容認しているものの、内心では嫉妬している。
クリスティーヌ・古賀・ウィルフォード （-こが-）
初登場 26話（3巻）
金髪青眼、スタイル抜群のハーフ。礼子の大学時代の友人でライバル。家族を含めて周囲からは「クリス」の愛称で呼ばれている。ウィルフォード社長令嬢。祖父はウィルフォード会長、祖母はアメリカ国務長官（後に大統領）。古賀は父親の姓。大金持ち。
初登場時はウィルフォード社チアリーディング部キャプテン。ウィルフォード社では責任ある要職に着いており、能力は高い。占いが趣味で、仕事にも活用している。しばしばチア部メンバーや駅員たちの目の前から、ハリウッド映画のような誘拐まがいの方法で健太を連れ去る。
祖母の大統領選を手伝うために一時的にアメリカに帰国。日本に戻った際に騒ぎを起こし、健太が駅員に配置換えされる原因を作った。その際に健太を実家（アメリカ）の仕事に誘ったが断られたため、日本で新たに会社「Ｃ（クリス）＆Ｍ（ミモミ）コーポレーション」を双葉電鉄本社のすぐ前に立ち上げた。その後、健太（と桜、ひかる）の住むアパートの大家となり、同一敷地内の日本家屋に住み始めた。しかし、間もなくしてアパート傍の電柱に落雷が起き、その影響で家屋全体の電気系統がトんでしまったため、現在は、クリス宅において健太・桜・ひかる・クリス・実籾の５人の共同生活のような生活スタイルになっている。

#### 双葉電鉄チアリーディング部
箱根ヶ崎 礼子 （はこねがさき れいこ）
現キャプテン。
白河 真琴 （しらかわ まこと）

戸塚 奈々美（とつか ななみ）
初登場 10話（2巻）
双葉電鉄総務課社員。チアリーディング部部員。
ポニーテール。小柄で快活。面倒見がよく積極的。観察眼があり計算高い策略家。「ふっふーん」が口癖。情報通で、チア部内の秘密や男女関係をメモしている。健太や他の部員（や読者）への説明役としての登場も多い。チア部女子による健太の奪い合いでは一歩引いた立場で俯瞰していることがしばしばある。健太の女性関係には寛容。陰で健太をフォローし、見返りを要求していることもある。
お菓子作りの腕は相当なもので、お菓子作りを本業にすべきかどうか悩んでいる。
茂木（もてぎ）
初登場 5話（1巻）
双葉電鉄本社管財室社員。チアリーディング部部員。人気アイドル・岩槻千晶の双子の姉。
内気で、人前で大きな声を出せなかったが、健太の指導によって克服した。
妹の千晶とは見分けがつかないほど似ている。映画や番組・写真集の撮影などでしばしば千晶とすり替わっている。
一乗寺 美幸（いちじょうじ みゆき）
初登場 65話（8巻）
双葉電鉄の新入社員として登場。チアリーディング部部員。イチジョー急便社長令嬢。
お嬢様学校の姫百合女学院の出身。ひかるとは幼馴染。黒髪。スポーツ万能だが精神的に脆くミスも多い。
登場初期は少し怒りっぽくツンデレ気味だったが、健太を両親に紹介して以降、ツンの部分はほぼ見せなくなり、健太に対して積極的にアプローチするようになった。
鹿王院 ひかる（ろくおういん ひかる）
初登場 65話（8巻）
双葉電鉄の新入社員として登場。チアリーディング部部員。鹿王院流茶道家元代理。
美幸とは幼馴染。礼子とも昔からの知り合いで『お姉さん』と呼んでいる。桜は幼馴染で『さっちん』『ひーちゃん』と呼び合う仲。
ストレートの長髪。常にボーッとした表情で、口数が少なく、話し方もぼそぼそと小声。性格はのんびりとしたマイペース。ネコ好き。外国暮らしが長く、三ヶ国語を話せる。健太が他の女性と関係をもったことに対して勘が鋭く、その後で家に押しかけることもある。その際にコスプレが多い。
感情を表に出すことが少なく、健太を美幸にあてがうような行動をとるなど、他の女性の存在も容認した上で健太と関係を持っていた。
クリスの起こした騒ぎに巻き込まれ、健太とともに異動し駅員になった。駅員になってからは健太を取り合う状況に積極的に参加したり、桜に対抗して健太の隣室に住み始めたりするなど、感情（特に嫉妬心）を露わにするようになった。
小淵沢 ハルカ（こぶちざわ はるか）
初登場 48話（6巻）
双葉電鉄本社企画室室長。チアリーディング部前キャプテン。若くして本社企画室に引き抜かれたスーパーエリート。礼子を含む古参の部員が脅えるほど豪快で、何でも自分で試してみないと気が済まない豪放磊落な性格。
秋津（あきつ）
初登場 16話（2巻）
双葉電鉄総務課社員でチアリーディング部部員。健太の翌年入社。黒磯高志と同期。健太の大学時代の後輩で、女性陣では健太のことを唯一『先輩』と呼ぶ。初登場時は肩ほどの髪だったが、ショートカットに変更。
堺 明日香（さかい あすか）
初登場 3話（1巻）
双葉電鉄企画課社員。チアリーディング部部員。関西弁。久美子と仲良しで2人一緒に健太に迫ることが多い。体が固い。
葛西 久美子（かさい くみこ）
初登場 3話（1巻）
双葉電鉄営業2課社員。チアリーディング部部員。明日香と仲良しで2人一緒に健太に迫ることが多い。明日香と苗字がアナグラムになっている。

#### 双葉電鉄 駅員
箱根ヶ崎 桜 （はこねがさき さくら）
駅長。
木花 薫子（このはな かおるこ）
初登場 134話（17巻）
双葉電鉄某駅（駅名不詳）の駅員。戸塚の学校の後輩。
眼鏡っ子。一人称が『不肖木花』。情報通で耳早い方を自称。モバイル含むゲーム好きで機械に強い。ハルカの言う「優秀だが問題のある女子」の一人。入社試験は一番。
性格はドライであっさりしており、駅員の中では比較的世話好き。健太とのエッチ後は健太への好意を公に吹聴している。
七光台 茜（ななこうだい あかね）
初登場 134話（17巻）
双葉電鉄某駅（駅名不詳）の駅員。鉄道車両会社の役員のお嬢様。
マイペース。ハルカの言う「優秀だが問題のある女子」の一人。入社試験は一番。腰掛入社を明言しており、専業主婦志向で、コンパやお見合いを繰り返している。
両親を「夫婦の理想」としており、そのイメージに合う相手を探していた。健太の良さがわかっていなかったが、健太が自分のイメージに出てきてからは健太のことを認め始めた。本人は自分を尽くすタイプと思っている。料理の腕は高い。
鹿王院 ひかる （ろくおういん ひかる）

#### ウィルフォード社チアリーディング部　→　Ｃ＆Ｍコーポレーション
Ｃ＆Ｍコーポレーションのチアリーディング部は、存在するかどうか21巻まで記述なし。
クリスティーヌ・古賀・ウィルフォード （-こが-）
ウィルフォード社チアリーディング部元キャプテン。Ｃ＆Ｍコーポレーションでの役職は不明。
実籾（みもみ）
初登場 51話（6巻）
初登場時はウィルフォード社チアリーディング部マネージャー。
眼鏡っ子。三つ編み。クリスのことを慕っており、私設秘書のような仕事もしている。登場後しばらくはややヤンデレな所があった。
健太との初体験以降、健太のことが気になり、「クリスのため」と理由をつけては健太に自分の身体を差し出していたが、その後「自分にとって健太が一番だ」と自覚した。健太からの扱いは「クリスに次ぐ２号で良い」と思っており、「クリスと健太を一緒にしたい」という気持ちに変わりはない。
健太との体験を題材に（かなり脚色して）書いた小説で文学賞を受賞。その後も定期的に小説を書きあげている。
クリスとともに会社を立ち上げ、移籍。新会社での役職は不明。クリスが健太のアパートの大家となってからは、身の回りの世話をするために同居している様子。
新発田（しばた）
初登場 44話（5巻）
初登場時はウィルフォード社チアリーディング部部員。佐倉、実籾とともに健太とエッチしたことがある。
クリス、実籾とともに会社を移った。
佐倉（さくら）
初登場 44話（5巻）
初登場時はウィルフォード社チアリーディング部部員。新発田、実籾とともに健太とエッチしたことがある。
クリス、実籾とともに会社を移った。

#### その他の女性
岩槻 千晶（いわつき ちあき）
初登場 37話（5巻）
茂木の双子の妹で、人気アイドル。芸能界では天然キャラで通しているが、実際は計算高く我儘な性格。運動は苦手。テレビや映画の撮影時にしばしば姉と入れ替わっている。
明覚 和貴（みょうかく わき）
初登場 75話（9巻）
双葉電鉄ブラバン部キャプテン。礼子と同期入社で、共に仕事では主任（後に部長）、部活ではキャプテンのライバル関係。
作中の独身女性の中では珍しく健太に対して（異性としての）好意がある素振りを見せていない。
鴨宮（かものみや）
初登場 76話（9巻）
戸塚の友人で、洋菓子店のオーナーでパティシエール。コンクールで優勝できるほど腕は良い。友人の間ではお堅いことで有名らしいが、健太には人前でキスできるほどの好意を持っている。
健太に気がある女性の中では珍しくエッチシーンがない。
八木原 あきら（やぎはら あきら）
初登場 113話（14巻）
女性専門の写真家。もと双葉電鉄社員で真琴と同期であり、当時は広報部に在籍していたが、後に独立した。かわいい女の子が大好物。おっとり口調で、被写体となる女性をリラックスさせて魅力を引き出す術に長けている。
喜多見（きたみ）
初登場 151話（19巻）
箱根ヶ崎の大婆（大祖母）の秘書兼護身役。礼子を『初姫様（はつひめさま）』、桜を『二の姫様（にのひめさま）』、大祖母を『御前（ごぜん）』と呼ぶ。
響（ひびき）
初登場 158話（20巻）
よく当たると評判の占い師。本当は美人だが変装している。大きな屋敷に住んでおり、正体は不明。
リトル・クリス
初登場 160話（20巻）
本名クリスティーヌ・古賀・ウィルフォード。8歳。クリスの大叔父の孫娘、つまり又従姉妹と思われる。クリスに肖って同じ名前を付けられた。より優れたものを選んだり見つけたりする不思議な能力を持っている。

### その他
黒磯 高志（くろいそ たかし）
双葉電鉄営業部社員でチアリーディング部マネージャー（雑用係）。秋津と同期。真琴とは大学時代の恋人。女好きで美人好き。
「女性が多い」ことと「真琴の在籍」を理由として、軽い気分でチア部に入部。登場時はイケメンでモテる設定だったが、先輩の健太や真琴に軽口を叩くなどの軽薄さや、やるべき仕事をしないという要領の悪さ、必要なときに逃げ出すなどが目立つようになり、女性陣の誰にも相手にされなくなった。
女子更衣室や女風呂を覗ける場所を見つけるのが趣味であり特技。実籾に好意を持っているが、全く相手にされていない。
浦賀（うらが）
双葉電鉄社員。アメリカンフットボール部。巨体。真琴にぞっこんだった。
ジョージ・A・ウィルフォード（-アルフレッド-）
ウィルフォードグループの現会長。クリスの祖父。クリスのことを溺愛している。健太の人相（顔相・骨相）を見て以降、健太を著しく高く評価し始めた。
クリスの祖母
本名不明。ウィルフォード会長夫人。初登場時はアメリカ国務長官を務めるVIP。豪快かつ切れ者で健太を気に入っている。後にアメリカ大統領。
クリスの叔父・大叔父たち
クリスの祖父（ジョージ）とそっくりの顔立ちをしている。陸海空の軍に所属しており佐官以上の階級。一族の繋がりが強く、クリスへの協力を惜しまない。
美幸の父
イチジョー急便創始者であり社長。美幸の婿選びに理解を示しており、健太のことを気に入っている。クリスの祖父であるジョージとは知人。
健太の母
性格はマイペース。健太の周囲の女性たちを『可愛い』と評しており、健太の嫁選びについては寛大。もと双葉電鉄応援団のチア担当。若い頃は真琴に似ていたらしい。
箱根ヶ崎家の大婆（大祖母）様。
双葉電鉄の大株主。礼子と桜を曾孫たちと呼んでおり、二人の曾祖母と思われる。極めて勘が鋭い。喜多見という付き人がいる。

## 単行本
- チャーリーにしなか『Cheers!』双葉社〈アクションコミックス〉第1巻 - 第11巻／エンジェル出版〈エンジェルコミックス〉第12巻 -

1. 2004年12月発行 ISBN 978-4-575-83046-0
2. 2005年10月発行 ISBN 978-4-575-83152-8
3. 2006年7月発行 ISBN 978-4-575-83268-6
4. 2007年5月発行 ISBN 978-4-575-83365-2
5. 2008年2月発行 ISBN 978-4-575-83456-7
6. 2008年11月発行 ISBN 978-4-575-83550-2
7. 2009年6月発行 ISBN 978-4-575-83628-8
8. 2009年12月発行 ISBN 978-4-575-83713-1
9. 2010年9月発行 ISBN 978-4-575-83817-6
10. 2011年4月発行 ISBN 978-4-575-83903-6
11. 2011年12月発行 ISBN 978-4-575-84010-0
12. 2012年10月発行 ISBN 978-4-873-06452-9
13. 2013年3月発行 ISBN 978-4-87306-494-9
14. 2013年12月発行 ISBN 978-4-87306-545-8
15. 2014年9月発行 ISBN 978-4-87306-594-6
16. 2015年5月発行 ISBN 978-4-87306-644-8
17. 2016年1月発行 ISBN 978-4-87306-687-5
18. 2016年9月発行 ISBN 978-4-87306-729-2
19. 2017年5月発行 ISBN 978-4-87306-763-6
20. 2018年1月発行 ISBN 978-4-87306-795-7
21. 2018年10月発行 ISBN 978-4-87306-830-5